# Награда имени Гордона Сойера
Награда имени Гордона Сойера (англ. Gordon E. Sawyer Award) — специальная награда за научно-технические достижения, учреждённая американской киноакадемией в 1981 году. Присуждается инженерам-изобретателям, которые посредством различных технологических разработок в области развития и усовершенствования кинотехники внесли свой вклад в укрепление авторитета мирового кинематографа.
Премия названа в честь Гордона Сойера — известного звукорежиссёра, трёхкратного лауреата премии «Оскар» и руководителя отдела звукозаписи студии Сэмюэля Голдуина, в память о его исключительных заслугах перед киноиндустрией. Была учреждена в 1981 году, на следующий год после смерти Сойера.
Награда представляет собой стандартную статуэтку «Оскар», с выгравированными на постаменте названием награды и именем лауреата.
Награда имени Гордона Сойера вручается вместе с другими наградами за научно-технические достижения, на отдельной церемонии, которая обычно проходит за несколько дней до основной церемонии вручения «Оскаров».

## Список лауреатов
На данный момент (февраль, 2015) лауреатами премии стали 25 человек:
- 1982 — Джозеф Уолкер (англ. Joseph Walker)
- 1983 — Джон Аалберг (англ. John O. Aalberg)
- 1984 — доктор Джон Дж. Фрэйни (Dr. John G. Frayne)
- 1985 — Линвуд Дж. Данн (англ. Linwood G. Dunn)
- 1988 — Фред Хайнс (англ. Fred Hynes)
- 1989 — Гордон Генри Кук (Gordon Henry Cook)
- 1990 — Пьер Энженю
- 1991 — Стефан Кудельски (пол. Stefan Kudelski)
- 1992 — Рэй Харрихаузен (Ray Harryhausen)
- 1993 — Эрих Кёстнер (нем. Erich Kästner)
- 1994 — Петро Влахос
- 1996 — Дональд Роджерс (Donald C. Rogers)
- 1998 — Дон Айверкс (англ. Don Iwerks)
- 2000 — доктор Родерик Т. Райан (Roderick T. Ryan)
- 2001 — Ирвин У. Янг (Irwin W. Young)
- 2002 — Эдмунд М. Ди Джулио (Edmund M. Di Giulio)
- 2004 — Питер Д. Паркс (Peter D. Parks)
- 2005 — Такуо Миядзимиса (Takuo Miyagishima)
- 2006 — Гэри Демос (Gary Demos)
- 2007 — Рэй Фини (Ray Feeney)
- 2008 — Дэвид Грэфтон (David A. Grafton)
- 2009 — Эд Катмулл (Edwin "Ed" Catmull)
- 2012 — Дуглас Трамбулл
- 2014 — Питер Андерсон (Peter W. Anderson)
- 2015 — Дэвид Винчестер Грей (David Winchester Gray)